# L'Oiseau bleu
「L'Oiseau bleu」（ロワゾー・ブルー）は、川田まみのシングル。2009年6月24日にジェネオン・ユニバーサル・エンターテイメントジャパンから発売された。

## 概要
タイトルの「L'Oiseau bleu」とはフランス語で「青い鳥」の意。「L'Oiseau bleu」は、川田まみのシングル楽曲としては初めて、作曲をI'veのサウンドプロデューサーで歌手でもあるC.G mixが手掛け、作詞は川田自身が行っている。今回は、他の作品のように通常盤・初回限定盤の2種類での販売はせず、CDとDVDを一緒にした販売形式が採用された（GNCV-0017）。もともとこの楽曲はI've設立10周年を記念して販売されたボックス『I've Sound 10th Anniversary 「Departed to the future」Special CD BOX』に収録されており、その楽曲をシングルカットをしたものである。カップリングには2009年1月2日に日本武道館にて行われたライブ音源を収録している、なお、今回収録された「風と君を抱いて」は川田のボーカリストデビュー曲である。川田のシングルとしては初めてのノンタイアップシングルである。

## 収録曲
CD
1. L'Oiseau bleu [5:35]
作詞：川田まみ／作曲・編曲：C.G mix
2. 風と君を抱いて-I'VE in BUDOKAN 2009 Live Ver.- [4:24]
作詞：KOTOKO／作曲・編曲：高瀬一矢
3. L'Oiseau bleu（Instrumental）

DVD
- 「L'Oiseau bleu」プロモーションビデオ
- 映画「Departed to the future」ダイジェスト映像